# سفارة الإمارات العربية المتحدة في ألمانيا
سفارة الإمارات العربية المتحدة في ألمانيا هي أرفع تمثيل دبلوماسي لدولة الإمارات العربية المتحدة لدى ألمانيا. تقع السفارة في ميته وهي تهدف لتعزيز المصالح الإماراتية في ألمانيا.

## وصلات خارجية
- قائمة سفارات الإمارات العربية المتحدة
- قائمة السفارات في ألمانيا